# Fortuné Cresson
Pour les articles homonymes, voir Cresson.
Eustache, Fortuné Cresson est un chirurgien et philanthrope français et russe, né le 17 juillet 1874 à Arques (Pas-de-Calais) et mort le 28 février 1945 à Enghien-les-Bains.

## Carrière en Russie
Ancien interne de l’École de médecine de Paris et de l’Académie impériale militaire de médecine de Saint-Pétersbourg, il est nommé en 1905 directeur de l’Hôpital français de Petrograd ; appelé régulièrement au chevet des membres de la famille impériale, il se consacre tout particulièrement aux nombreux indigents de la capitale.
À la déclaration de la guerre, il s’engage dans les forces russes et convertit un train en ambulance - bloc opératoire mobile afin de porter secours aux soldats russes blessés sur le front de Prusse-Orientale ; ce lazaret ambulant, qui permit de sauver de nombreuses vies, lui valut la gratitude du souverain. Capturé et emprisonné par les Allemands, il est libéré en 1916 et rejoint aussitôt la Russie, en tant que médecin-inspecteur et directeur de la mission de médecine militaire française. Il joue un rôle dans l'envoi par la France de 4 unités médicales en Russie, dont l'ambulance alpine du Caucase.

## Carrière en France
Condamné à mort par le nouveau gouvernement bolchévique pour insoumission, il est contraint de fuir pour se réfugier en France ; il y met rapidement sur pied, avec le soutien de la Croix-Rouge, un dispensaire interallié à Villejuif où il opère gratuitement les Russes blancs, sans ressources dans leur très grande majorité.
Devenu chirurgien-chef (1926) de l’hôpital de Montmorency, il en convertit un pavillon en centre de chirurgie, faisant de cet établissement l’un les plus modernes de la France de l'avant-guerre.
Il est ensuite nommé chef des cliniques Spontini et Violet, puis chirurgien-chef de l’Hôpital Beaujon.
Durant la Seconde Guerre mondiale, il s'emploie à opérer les soldats blessés revenus du front, et sauve de nombreux juifs de la déportation en leur produisant des certificats médicaux.
Élu président de la Société des médecins russes Metchnikov (1923) puis de la Société des médecins russes de la Grande guerre (1938).

## Famille
Fils unique d'un ingénieur français des Chemins de fer russes et d'une Russe, le Dr Cresson avait épousé Hélène, fille d'un industriel balte, qui lui donna cinq garçons : Henri, chirurgien et professeur de médecine, René, ingénieur et homme d'affaires, Guy, mort en bas âge, Jacques-Noël, juriste et dirigeant d'entreprise, et Paul, lycéen et résistant, mort à 17 ans (1944) sous les balles allemandes.

## Distinctions

### Décorations Françaises
- Officier de la Légion d'honneur[Quand ?][5]
- Croix de guerre 1914-1918[6]
- Chevalier du Mérite Social

### Décoration Étrangères
- : Commandeur de l’ordre de la Couronne belge
- : Chevalier (IIIe classe) de l’ordre de Saint-Vladimir, avec glaives[7]

## Œuvres
- Contribution à l'étude du traitement de la tumeur blanche du genou chez l'enfant (thèse), Gauquelin, 1905

## Sources
- AAIHP
- Bulletin de la Légion d'honneur - Section d'Enghien - Janvier 1961
- La Russie des tsars pendant la Grande Guerre (1921-23), Maurice Paléologue